# Lista degli oracoli di Delfi

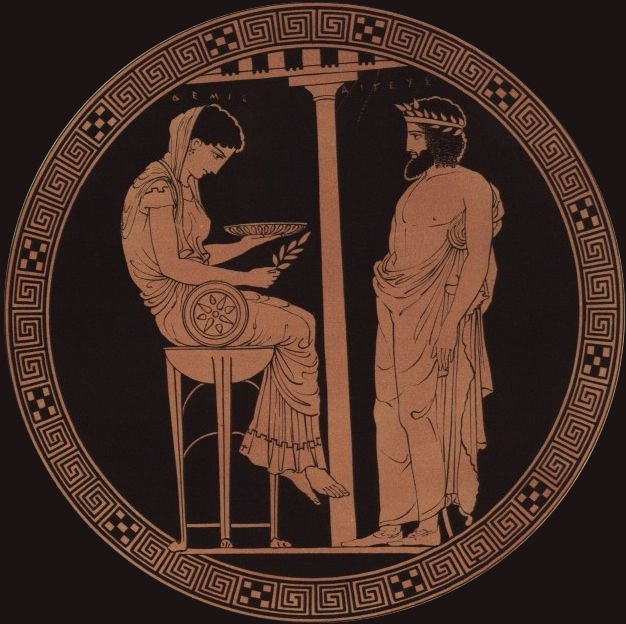
Una kylix attica a figure rosse del 440-430 a.C, opera del Pittore di Kodros. Egeo, il mitico re di Atene, consulta non la pizia, ma la dea Themis, divinità della legge e in Eschilo seconda detentrice dell'oracolo, assisa sul bacile di un tripode (τρίπους) di foggia simile a quelli usati per bollire le carni sacrificali

Questo articolo riporta la lista degli oracoli di Delfi.

## Introduzione
La Pizia era la sacerdotessa che presiedeva l'Oracolo di Apollo a Delfi. Ci sono più di 500 presunti oracoli sopravvissuti da varie fonti riferite all'oracolo di Delfi. Molti sono aneddotici e sono sopravvissuti come proverbi. Molti sono espressi ambiguamente, apparentemente per mostrare l'oracolo in una buona luce indipendentemente dal risultato. Tali profezie erano ammirate per la loro destrezza nel fraseggio. Una di queste famose predizioni era la risposta a una persona sconosciuta che voleva sapere se fosse stato sicuro per lui partecipare a una campagna militare; la risposta è stata: "Vai, ritorna non muori in guerra", che può avere due significati completamente opposti, a seconda di dove si suppone che sia una virgola mancante, prima o dopo la parola "non". Ciononostante, sembra che l'Oracolo abbia costantemente sostenuto profezie pacifiche, non violente in generale. Il seguente elenco presenta alcune delle profezie più importanti e storicamente significative di Delfi.

## Oracoli della mitologia
Vi sono diversi episodi narrati nella mitologia in cui gli eroi ricorrono all'oracolo per ottenere delle previsioni. 

### Sisifo
Un esempio è l'oracolo ottenuto da Sisifo che usurpato del suo trono dal fratello Salmoneo sperava di riottenere il trono. Ebbe come responso di ingravidare la figlia di Salmoneo (Tiro) che scoperta la ragione di quella gravidanza uccise la prole. Sisifo tuttavia riuscirà ad esiliare il fratello con una scusa.

### Cadmo

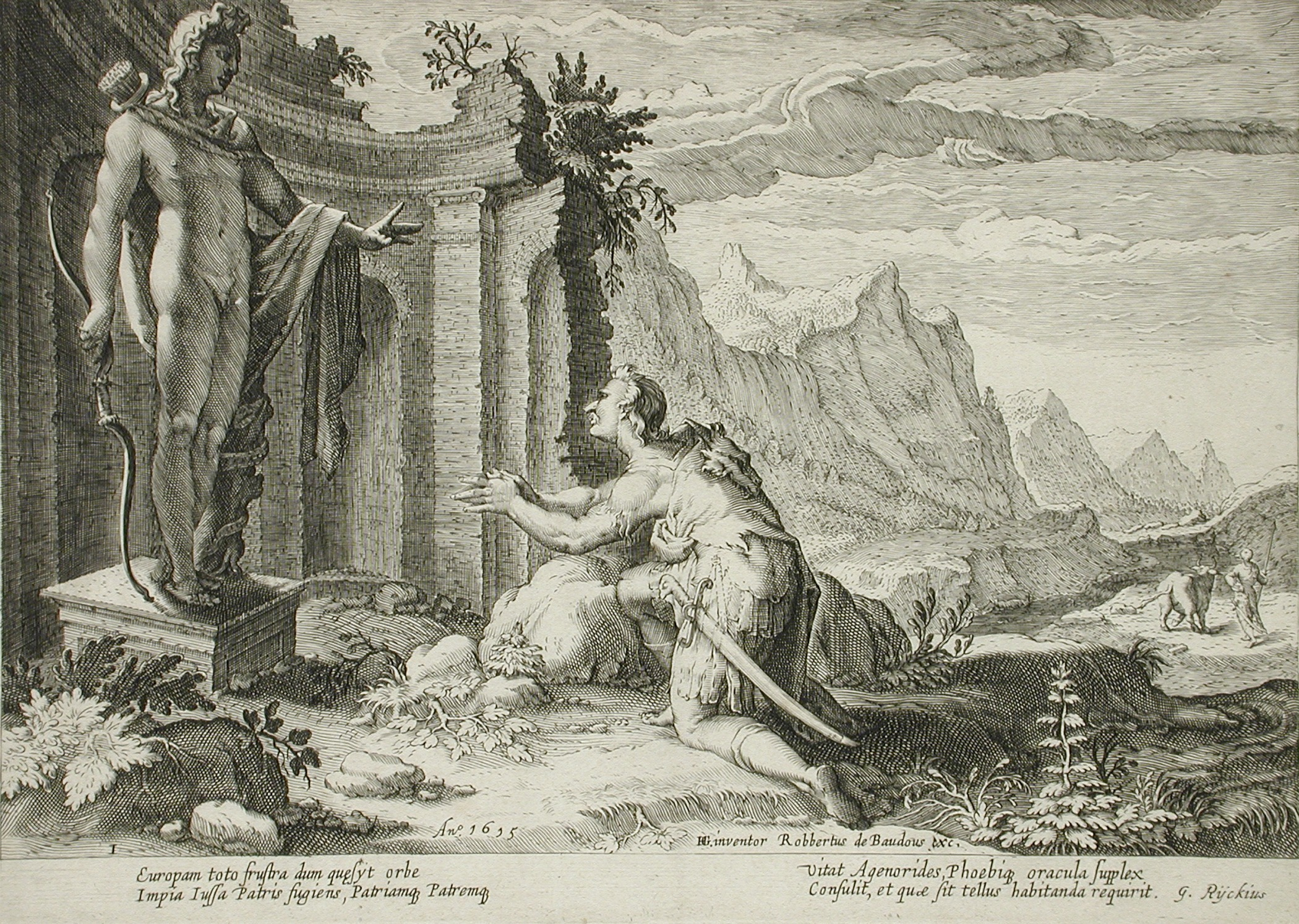
Cadmo presso l'oracolo di Delfi

Cadmo figlio di Agenore re di Tiro nonché fratello di Europa, fu mandato dal padre assieme ai fratelli alla ricerca della sorella. Cercandola in Grecia pensò di chiedere consiglio all’oracolo il quale disse che egli non avrebbe dovuto cercare la sorella ma fondare una nuova città, Tebe. Per fare ciò avrebbe dovuto seguire un toro sacro e determinare la località in base a dove si sarebbe fermato. Il toro così si fermò in corrispondenza della Beozia laddove sorge oggi Tebe. Egli poi, aiutato dagli sparti, costruì Cadmea, ossia la rocca di Tebe.

### Laio ed Edipo
In queste vicende il ruolo dell'oracolo e la consulta sono molto importanti per lo svolgimento del mito.

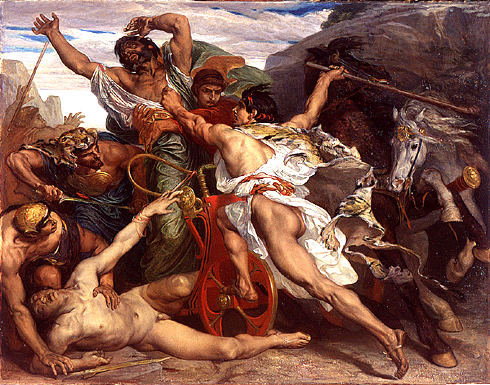
La morte di Laio per mano di Edipo

Laio innamoratosi di Crisippo figlio del re Pelope lo stuprò e questi per la vergogna si suicidò. Pelope dunque lanciò una maledizione a Laio. Questi chiese all’oracolo come avrebbe dovuto comportarsi e gli fu detto che avrebbe dovuto evitare di avere figli poiché questi lo avrebbe ucciso e avrebbe poi sposato sua moglie. Ma Laio commise una leggerezza e nacque un bambino (Edipo) che abbandonò presso il monte Citerone. 
Edipo fu adottato da piccolo dal re di Corinto Polibo. Uno dei suoi nemici per offenderlo gli rivelò che egli era un trovatello. Turbato, Edipo interrogò Polibo il quale, dopo molte reticenze, mentì dicendogli che quella non era affatto la verità. Ma Edipo, ancora incerto, stabilì di partire per interrogare l'oracolo di Delfi e sapere chi erano davvero i suoi genitori. Quando si recò presso il santuario, la Pizia, inorridita, lo cacciò dal santuario, predicendogli che avrebbe ucciso il padre e sposato sua madre. Atterrito dal vaticinio, Edipo, per evitare di uccidere Polibo e di sposare Peribea, decise di non tornare mai più a Corinto e di recarsi invece a Tebe dove la profezia si sarebbe avverata di lì a poco.
Laio infatti saputo che il figlio stava per tornare a Tebe decise di andare nuovamente a Delfi per interrogare l’oracolo, ma lungo la strada, padre e figlio si incrociarono senza conoscersi. Ne nacque uno screzio da cui Laio perse la vita. Edipo poi una volta giunto a Tebe avrebbe sposato la madre Giocasta.
Un giorno una tremenda epidemia si abbatté sul regno di Tebe; re Edipo, non sapendo cosa fare, inviò Creonte a consultare nuovamente l'oracolo di Delfi. La risposta dell'oracolo fu che l'epidemia era una conseguenza dell'assassinio ancora impunito di Laio. Edipo allora cominciò le ricerche per scoprire la verità su quel delitto che gli sarebbe stato rivelato da Tiresia.

### Acrisio
Acrisio, nonno di Perseo e re di Argo, temeva per le sorti del proprio regno perché, avendo avuto dalla moglie Aganippe una sola figlia femmina, Danae, in assenza di eredi maschi non sapeva a chi avrebbe trasmesso il titolo di sovrano. Spinto dal desiderio di conoscere il destino della sua città, chiese all'oracolo di Delfi come avrebbe potuto avere figli. Il dio gli rispose che sua figlia Danae avrebbe avuto un figlio che lo avrebbe ucciso. Dopo varie vicissitudini infatti Perseo uccise Acrisio senza volerlo. In una versione con una lancia scagliata nella direzione sbagliata, nell'altra per aver visto inavvertitamente la testa di Gorgone.

### Tieste
Tieste fratello di Atreo voleva vendicarsi del grave affronto subito dal fratello meditando una grave vendetta, ossia uccidere il figlio del fratello, Agamennone. Per compiere questa vendetta chiese alla pizia come avrebbe dovuto fare e l'oracolo disse che avrebbe dovuto generare un figlio con sua figlia. Dopo varie vicissitudini Tieste compì l'incesto con la figlia Pelopia da cui nacque Egisto. Questi una volta cresciuto divenne l'amante della moglie di Agamennone Clitemnestra, la quale a sua volta voleva uccidere il marito per vendicare la morte della figlia Ifigenia. Agamennone infatti morirà per mano di Egisto in un agguato orditogli.

### Oreste
Dopo la morte di Agamennone il figlio Oreste ormai adulto, decise di visitare l'oracolo di Delfi per sapere se doveva riservare una punizione agli assassini di suo padre. Il responso emesso da Apollo annunciava che se non avesse onorato la memoria di Agamennone vendicandone la morte sarebbe stato relegato ai margini dalla società. Oreste quindi vendicò il padre uccidendo Egisto e la madre Clitennestra.
Alla sua morte Oreste sarebbe stato sepolto a Tegea: quando Lica, uno dei cinque Spartiati detti Valenti, ne ritrovò il corpo riuscì a procurare la vittoria di Sparta sulla città di Tegea, in conformità con quanto detto la Pizia in merito alla sorte di Sparta contro questa città.

## Primo periodo

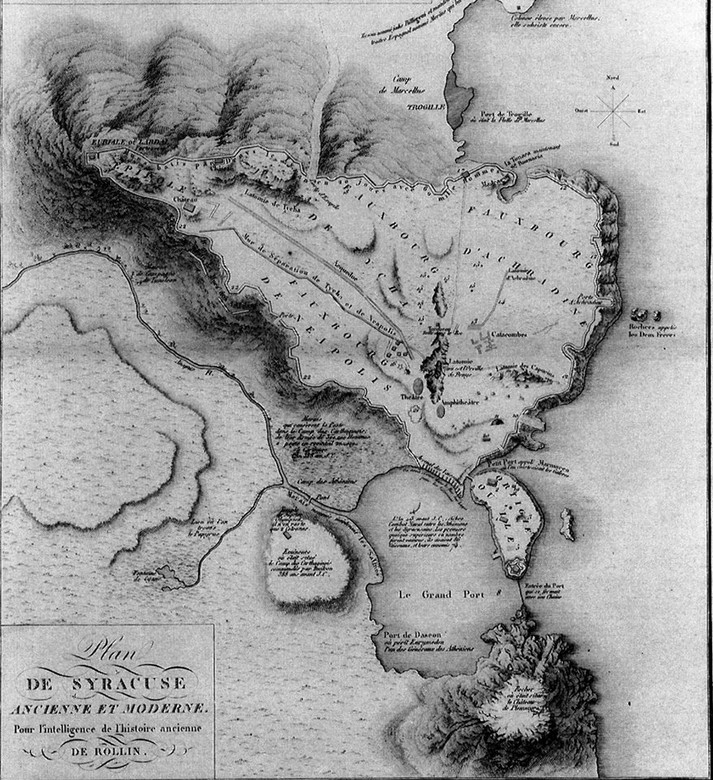
Antica mappa di Siracusa, disegnata da Charles Rollin

### La fondazione di Siracusa e Crotone
La fondazione delle colonie di Siracusa e Crotone è seguita da un responso oracolare sulla fondazione delle città. Archia di Corinto e Miscello di Ripe ecisti (οἰκιστής) si incontrarono a Delfi proprio per chiedere un responso dalla pizia su ciò che avrebbero voluto compiere. La pizia quindi pose ad entrambi una domanda su ciò che per entrambi era più importante, se le ricchezze o la salute.
(Strabone, Geografia, VI, 2, 4.)

### Licurgo

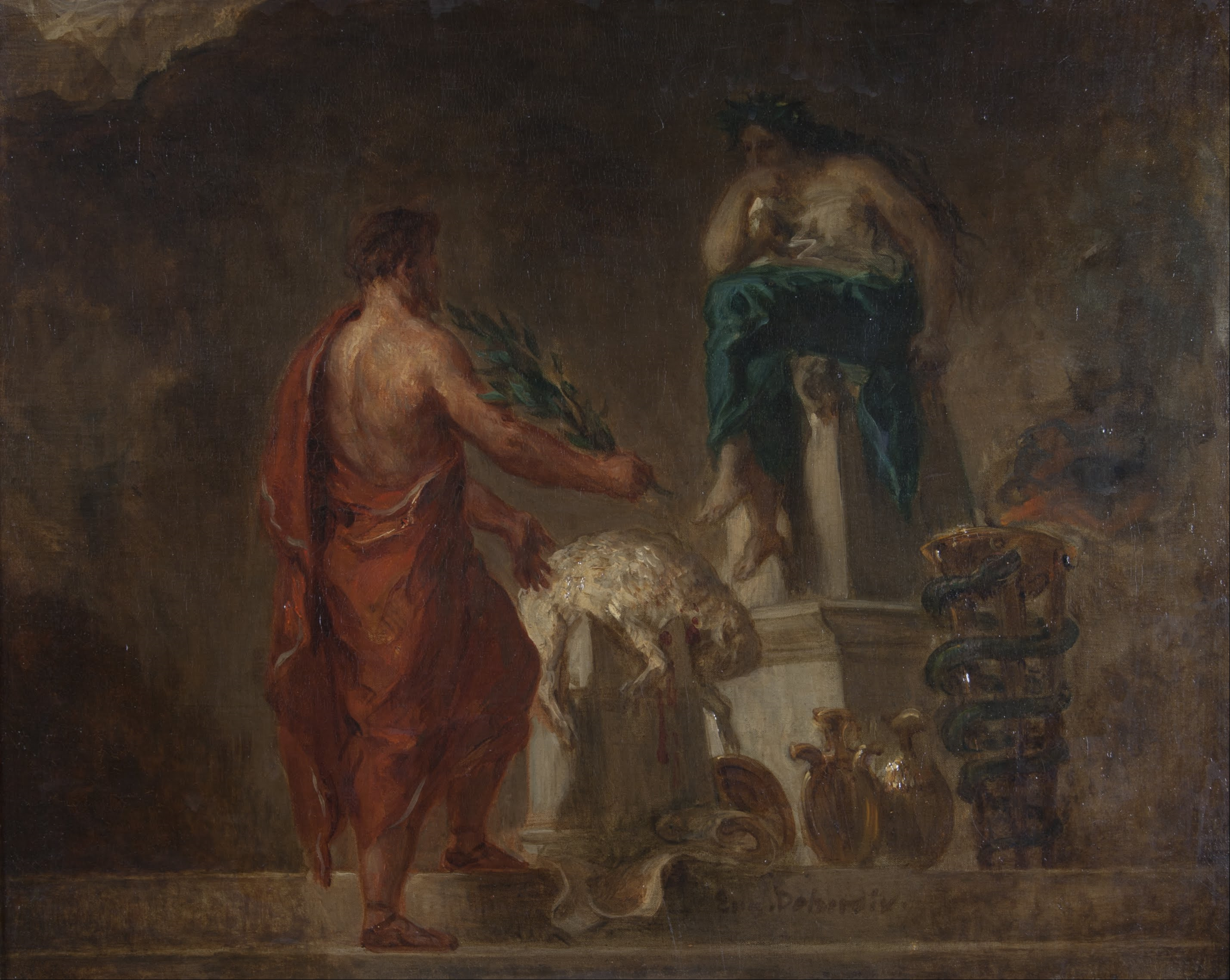
Licurgo consulta la Pizia (1835/1845), come immaginato da Eugène Delacroix.

Alcune delle prime dichiarazioni oracolari di Delfi potrebbero essere state consegnate a Licurgo, il leggendario legislatore spartano (nell'VIII secolo a.C.). Secondo il rapporto di Erodoto , Licurgo visitò e consultò l'oracolo prima di applicare le sue nuove leggi a Sparta:
Licurgo istituì dunque una costituzione per gli Spartani che combinava le caratteristiche di una diarchia e d'una democrazia classica, per la quale v'era inoltre prevista una spartizione equa della terra tra la sua popolazione.
Tanto Senofonte quanto Plutarco gli attribuiscono anche l'introduzione di una monetazione molto ingombrante fatta di ferro (al fine di prevenire l'attaccamento alla ricchezza). Nel racconto di Plutarco e Diodoro, ciò era anche basato su una frase oracolare:
La presunta affermazione oracolare, in retrospettiva, è stata interpretata come soddisfatta dal fatto che i soldati di Sparta inviarono a casa oro e argento dopo la guerra del Peloponneso, sarebbe stata la rovina di Sparta, secondo Plutarco. È alquanto improbabile però che questo oracolo sia stato effettivamente consegnato, in quanto se lo fosse stato sarebbe apparso davvero anacronistico allo stesso Licurgo, poiché ai suoi tempi non esisteva ancora un sistema monetario.

### Cipselo
Cipselo

### 630 a.C. - Thera

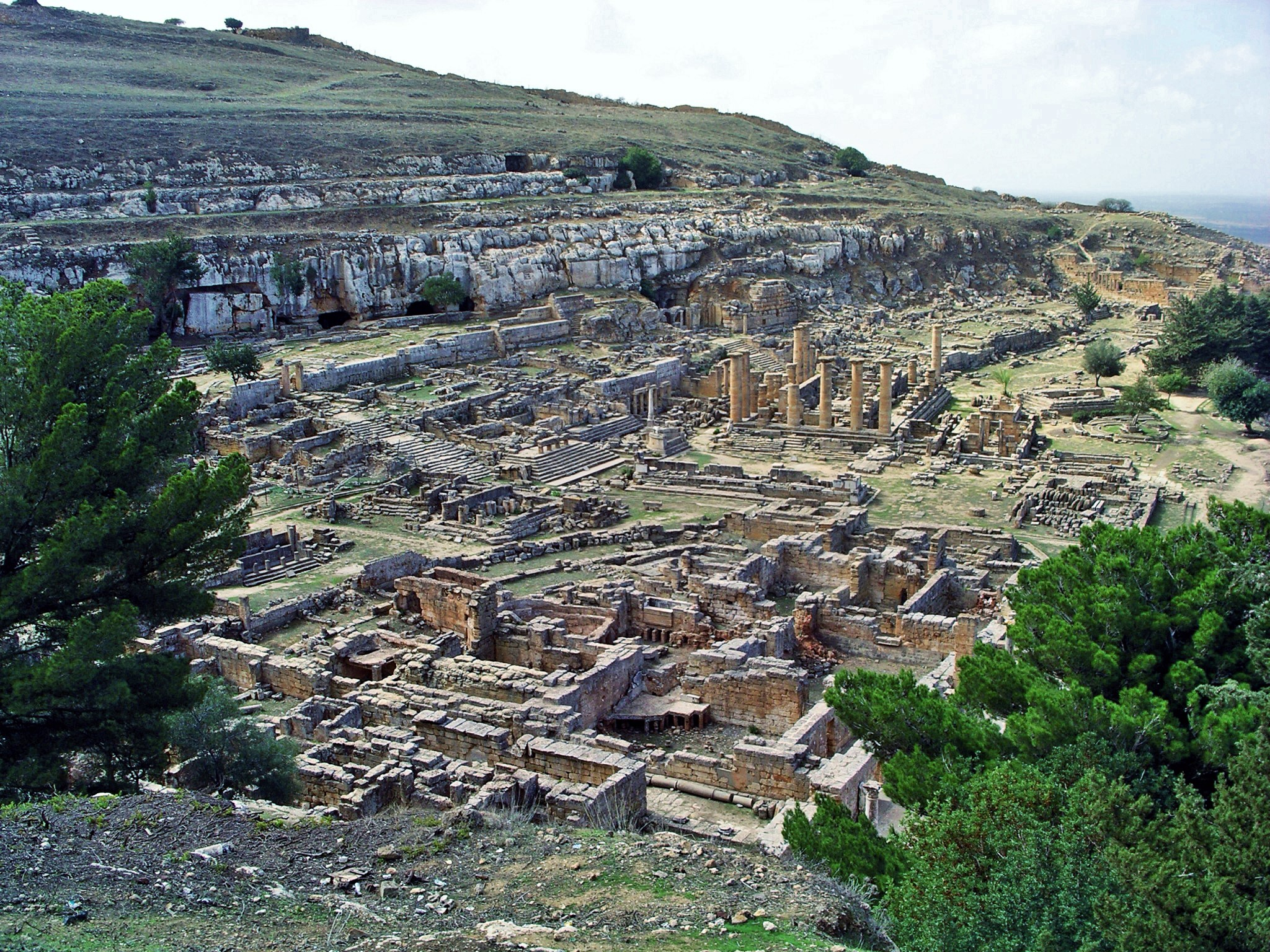
Cirene, Libia

Nel 630 a.C., il re dell'isola di Thera andò a Delfi per offrire un regalo a nome della sua città natale, e fu detto dall'oracolo che avrebbe dovuto fondare una città in Libia. Siccome il re non sapeva dove fosse la Libia, non fece nulla. Più tardi non piovve su Thera per lungo tempo, e per scoprire cosa si poteva fare, gli abitanti si avvicinarono di nuovo all'oracolo. Lei disse che se avessero creato un insediamento a Cirene (in Libia), le cose sarebbero andate meglio.
Per alleviare la pressione dalla siccità e seguendo il consiglio dell'oracolo, i Terani cercarono consiglio dai cretesi riguardo a dove si trovava la Libia e una colonia di Thera fu stabilita a Platea. Ma la sfortuna li seguì ancora per altri due anni, così visitarono l'oracolo una terza volta. E la pizia disse:
I Terani cercarono consiglio dai libici locali che diedero loro un nuovo sito e la colonia prosperò.

### 595 a.C. - La prima guerra sacra
Nel 595 a.C., le questioni dell'Oracolo furono ritenute troppo importanti per essere lasciate solo ai Delfi, e la santità del sito venne protetta dalla Lega Anfizionica, una lega di 12 città esistenti dal 1100 a.C. (La lega aveva preso il nome da Anfiziona delle Termopili, fratello di Elleno, il primo re greco di Atene (o non pelasgico). In quell'anno, la vicina Cirra riscosse un tributo ai pellegrini, inaugurando la Prima Guerra Sacra. Dopo 5 anni di lotta, l'Oracolo decretò che il sito di Cirra fosse lasciato incolto, sacro ad Apollo. Ciò inaugurò un periodo di grande prosperità.

### 594 a.C. - Solone

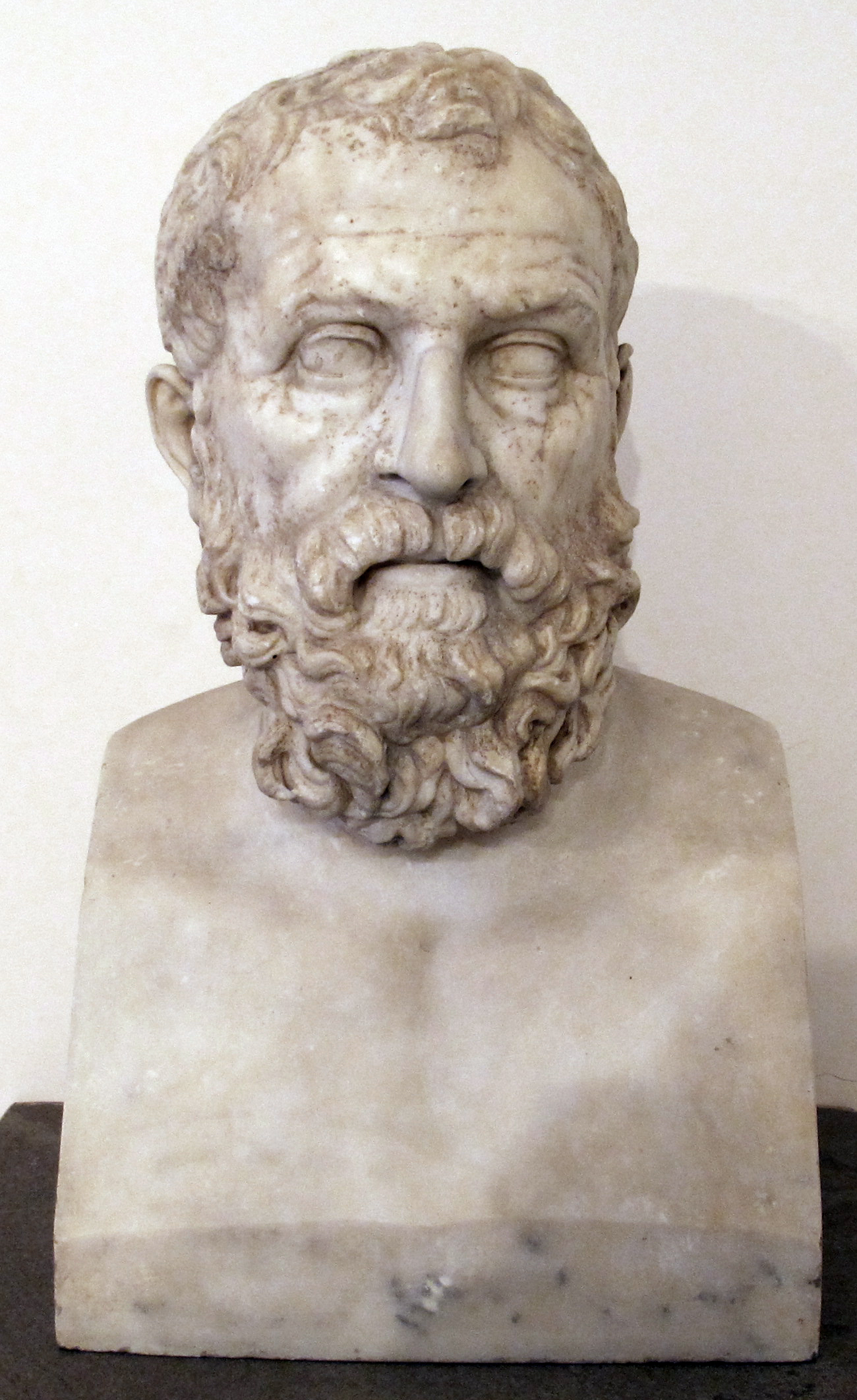
Busto di Solone

Nel 594 a.C., Solone, il legislatore ateniese, che cercava di catturare l'isola di Salamina da Megara e Cirra ebbe un responso dall'oracolo:
Riuscì a farlo prendendo come volontari 500 giovani ateniesi i cui antenati provenivano da Salamina, catturò l'isola che si sarebbe dimostrata così importante nella successiva storia ateniese. Solone non cessò mai di sostenere e dare credito all'oracolo per il suo sostegno nel dichiarare che l'isola era originariamente ionica.
Nel formulare le sue famose riforme costituzionali per Atene, Solone chiese nuovamente il consiglio dell'oracolo che gli disse:
Di conseguenza, Solone rifiutò l'opportunità di diventare un tiranno rivoluzionario e creò una costituzione per la quale lui e Atene furono giustamente onorati. Attraverso un processo con giuria, un sistema fiscale graduale e il taglio dei debiti ha impedito un crescente divario tra gli "abbienti" e i "non abbienti". Ma ha rifiutato di accettare le confische della proprietà dei ricchi, creando così una classe media ateniese. Ottenne un giuramento dal Concilio dei magistrati ateniese per cui se avessero violato queste leggi avrebbero dedicato una statua d'oro all'Oracolo di Delfi di pari importanza a loro stessi.

### 580-570 a.C. - Pitagora
Secondo alcune fonti Pitagora ebbe come padre un cittadino facoltoso di nome Mnesarco questi trovandosi a Delfi in ragione di suoi commerci volle chiedere alla pizia delucidazioni sul suo futuro prossimo e la sacerdotessa predisse la nascita di un figlio utile al genere umano e saggio.

### 560 a.C. - Creso

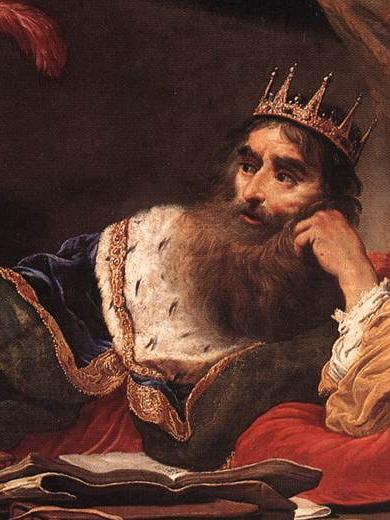
Creso

Nel 560 a.C., Creso di Lidia, in una prova di oracoli, consultò tutti i famosi oracoli su ciò che stava facendo in un giorno stabilito. Secondo Erodoto, l'oracolo proclamò:
L’oracolo di Delfi venne dichiarato il vincitore. Creso quindi chiese se avesse dovuto fare la guerra ai Persiani e se avesse dovuto prendere crearsi qualsiasi forza alleata. Gli oracoli ai quali ha inviato questa domanda includevano quelli di Delfi e Tebe. Entrambi gli oracoli diedero la stessa risposta, se Creso avesse fatto guerra ai Persiani, avrebbe distrutto un possente impero. Essi gli hanno ulteriormente consigliato di cercare i popoli greci più potenti e stringere alleanze con loro.
Creso pagò una quota elevata a Delfi e poi andò dall'oracolo chiedendo "La sua monarchia durerà a lungo?" La Pizia rispose:
Creso riteneva impossibile che un mulo dovesse essere il re dei medi e quindi credeva che lui e il suo problema non avrebbero mai costituito un problema per il suo potere. Decise quindi di fare causa comune con alcune città-stato greche e attaccare la Persia.
Tuttavia, fu il suo impero, non quello dei persiani, che fu sconfitto, adempiendo la profezia ma non alla sua interpretazione. Apparentemente dimenticò che Ciro, il vincitore, era per metà Mede (di sua madre), per metà persiano (da suo padre) e quindi poteva essere considerato un "mulo".
Nell'ode di Bacchilide, composta per Gerone di Siracusa, che vinse la corsa dei carri a Olimpia nel 468, Creso con la moglie e la famiglia montò la pira funebre, ma prima che le fiamme potessero avvolgere il re, fu rapito da Apollo e portato via verso gli Iperborei. La versione di Erodoto include Apollo in modalità più "realistica": Ciro, pentendosi dell'immolazione di Creso, non riuscì a spegnere le fiamme fino all'intervento di Apollo.

### 500 a.C. circa - Lucio Giunio Bruto
Lucio Giunio Bruto accompagnò i figli di Tarquinio il Superbo, Tito ed Arrunte, in un viaggio all'oracolo di Delfi. I figli chiesero all'oracolo chi sarebbe stato il successivo sovrano a Roma e l'oracolo rispose che la prossima persona che avesse baciato sua madre sarebbe diventato re. Bruto interpretò la parola "madre" nel significato di "Terra" così, al ritorno a Roma, finse di inciampare e baciò il suolo.

## Periodo classico

### 480 a.C. - La minaccia persiana in Grecia
Nel 480 a.C., quando Serse, figlio di Dario il Grande di Persia, tornò per completare il lavoro di conquista dei Greci in cui suo padre aveva fallito, gli Ateniesi consultarono l'oracolo. Fu detto loro:
Non fu ambiguo. Quando persuase a chiedere consiglio una seconda volta, l'oracolo diede modo agli Ateniesi di sfuggire al loro destino. Quando Atena si avvicinò a suo padre per aiutare la sua città, Zeus rispose che avrebbe concesso che "un muro di legno da solo non sarebbe stato catturato, un vantaggio per te e per i tuoi figli". L'oracolo di nuovo consigliò agli Ateniesi di fuggire:
Nel frattempo, anche gli Spartani consultarono l'oracolo e gli fu detto:
o in una versione secondo Erodoto:
O la tua famosa città deve essere saccheggiata dai figli di Perseo,
O, se così non fosse, l'intera terra Lacedemone
Piangi la morte di un re della casa di Eracle,
Perché non la forza di leoni o di tori li terrà
Forza contro forza; poiché hanno il potere di Zeus,
E non saranno controllati fino a quando uno di questi due ne verrà consumato.»

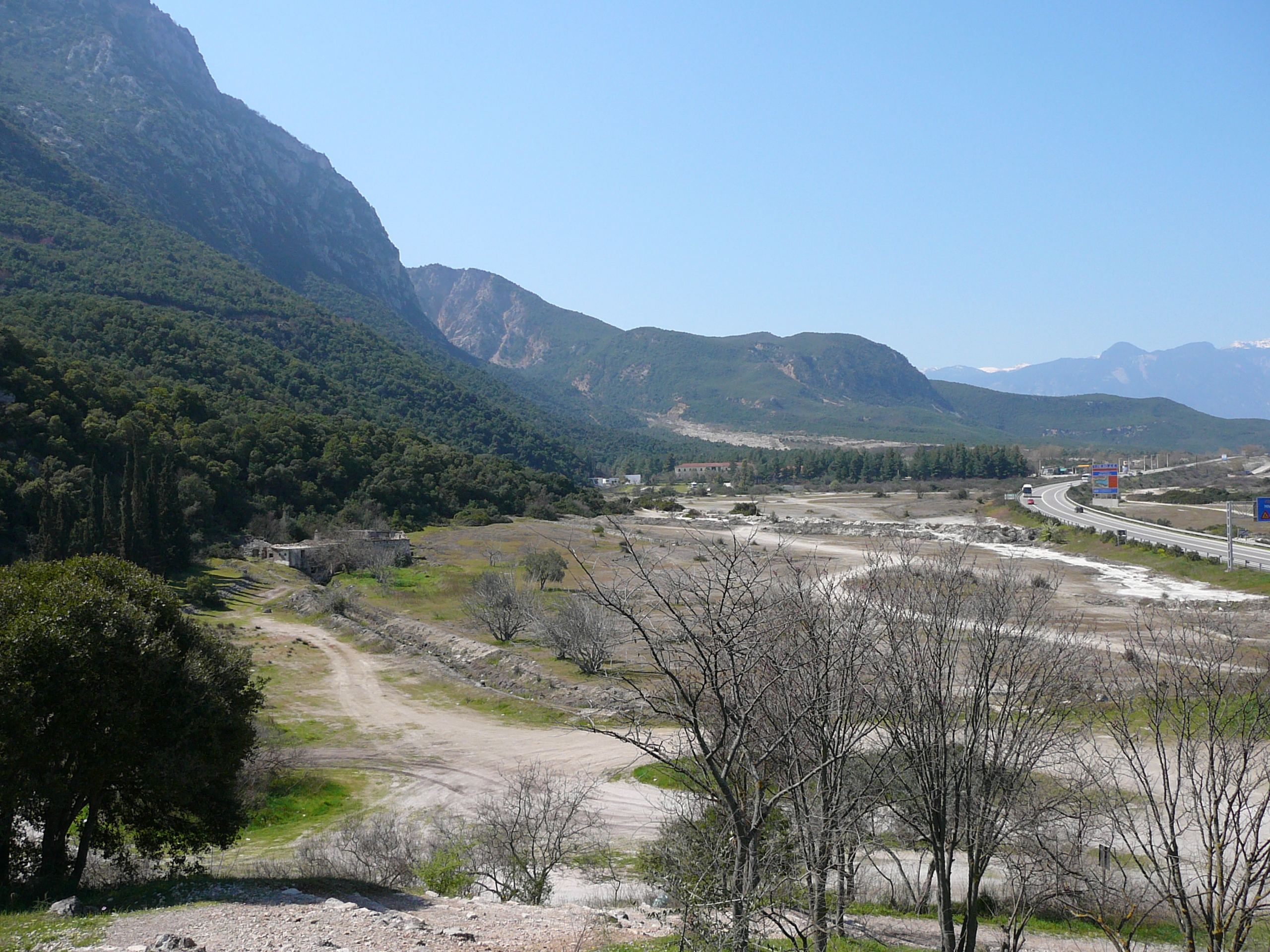
Il passo delle Termopili

Gli spartani si ritirarono costernati, chiedendosi quale fosse il destino peggiore. Gli stessi abitanti di Delfi hanno poi chiesto in che modo la Persia potesse essere sconfitta. L'oracolo rispose:
Gli eventi hanno superato la profezia quando l'esercito persiano aggredì le Termopili, dove una coalizione a guida spartana (popolarmente chiamata "300" per il numero di spartani inviati e che furono, tranne un uomo con un'infezione agli occhi, uccisi per mano umana) mentre gli alleati tennero. Gli Spartani sotto il Re Leonida resistettero all'avanzata persiana alle Termopili fino a quando furono sopraffatti. Rifiutandosi di ritirarsi, l'intero contingente spartano, incluso il loro Re, perse la vita, ma così ottennero una fama immortale. L'armata persiana salpò quindi verso il vicino Capo Artemisium, dove furono raggiunti dalla flotta ateniese. Le navi ateniesi combatterono contro grandi difficoltà, ma in tre battaglie riuscirono a reggere le proprie posizioni.
Presso Artemesium sorse una tremenda tempesta, con i venti violenti che attaccarono le navi per tre giorni. I persiani persero così circa il 20% delle loro navi da guerra e forse lo stesso numero di navi da trasporto per la tempesta. I venti tempestosi e le onde enormi non hanno danneggiato invece le navi ateniesi.
Tornato ad Atene Temistocle sostenne che il muro di legno si riferiva alla marina ateniese e persuase gli Ateniesi a perseguire la loro politica di usare la ricchezza dalle loro miniere d'argento attigue a Laurium per continuare a costruire la loro flotta. Sulla base del fatto che l'oracolo si riferisse alla vicina isola di Salamina come "santa", sosteneva che quelli uccisi sarebbero stati i nemici della Grecia, non gli Ateniesi. Per questo l'oracolo avrebbe detto "O Salamina crudele". La sua voce andò oltre, Atene fu evacuata a Salamina e in una successiva battaglia navale la flotta ateniese e i suoi alleati distrussero la flotta persiana proprio a Salamina, mentre erano sorvegliati da Serse. Nonostante Atene fosse stata bruciata dai Persiani, i suoi occupanti furono salvati, la minaccia persiana cessò e l'autorità dell'Oracolo non fu mai più così alta.

### 440 a.C. - Socrate

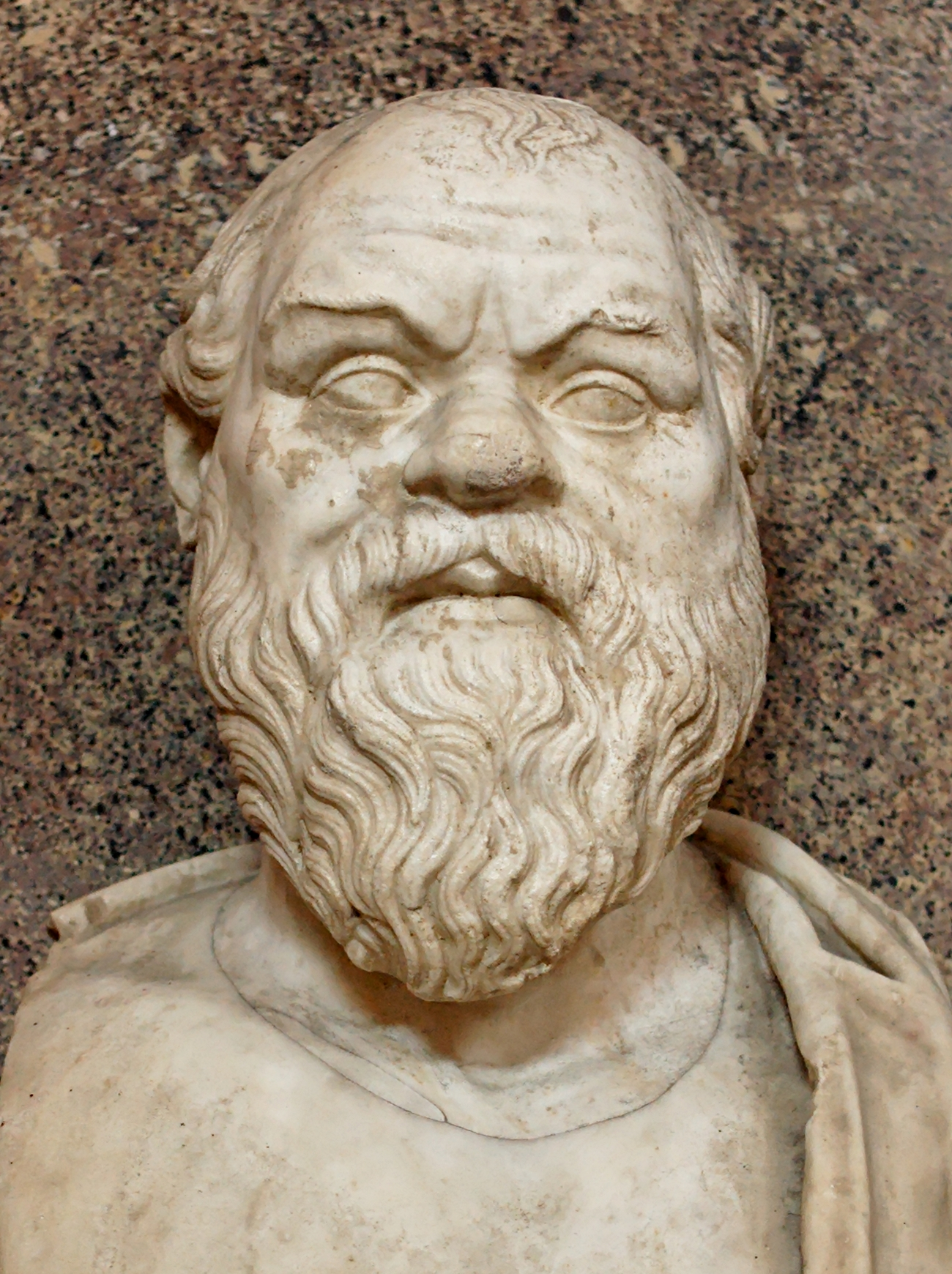
Socrate

Intorno al 440 a.C. si dice anche che l'Oracolo abbia detto che non c'era nessuno più saggio di Socrate, al quale Socrate disse che tutti erano ugualmente ignoranti, o che era più saggio nel fatto che lui solo era consapevole della propria ignoranza ("cosa ho non lo so e non credo di saperlo"). Questa affermazione è legata a uno dei motti più famosi di Delfi, che Socrate ha detto di aver imparato lì, Gnothi Seauton (γνῶθι σεαυτόν): "conosci te stesso!". Un altro famoso motto di Delfi è Meden agan (μηδὲν ἄγαν): "niente in eccesso". Socrate aveva circa trent'anni all'epoca, la sua fama di filosofo doveva ancora venire.
Una versione della dichiarazione affermava che un amico di Socrate, Chaerephon, andò davanti alla Pizia chiedendo: "C'è qualche uomo vivo più saggio di Socrate?" La risposta che ricevette fu semplicemente "Nessuno". Un'altra versione è:

### 431 a.C. - La guerra del Peloponneso
Allo scoppio della guerra del Peloponneso gli Spartani mandarono una delegazione a Delfi per sapere se fosse stato saggio andare in guerra contro Atene. Secondo Tucidide:

### 403 a.C. - Lisandro
Nel 403 a.C. Lisandro, il vincitore spartano della guerra del Peloponneso, venne avvertito di stare attento:
Egli infatti venne ucciso dalle spalle nel 395 a.C. da Neachorus, che aveva dipinto un serpente sul suo scudo.

### 401 a.C. - Sparta
Nel 401 a.C., Sparta fu avvertita:
Il regno di un re zoppo potrebbe vedere il tuo viaggio - Attenzione!
I guai a lungo inosservati rovineranno la tua riva,
 E il Tempo che scorre si riversa nella sua marea di carneficina.»
Agesilao, lo zoppo re di Sparta, che salì al trono spartano ai tempi di Lisandro, attaccando i nemici in ogni quartiere, perse il controllo dei mari a causa dei persiani che attaccarono le coste spartane. Nella sua ossessione contro Tebe, incitò i Tebani sotto Epaminonda a contrattaccare. Gli Spartani furono sconfitti per la prima volta dai Tebani nella battaglia di Leuctra nel 371 a.C.; questo portò all'invasione di Sparta stessa e alla sua sconfitta nella battaglia di Mantinea nel 362 a.C.

### 359 a.C. - Filippo II di Macedonia

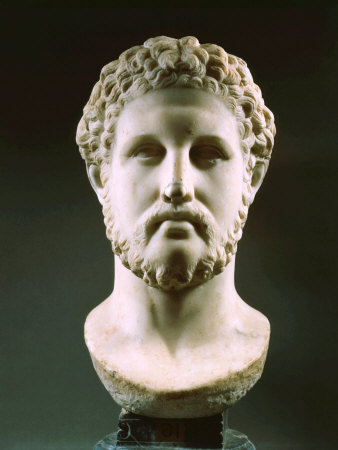
Filippo II di Macedonia

Nel 359 a.C., Filippo II di Macedonia consultò l'Oracolo e gli fu detto:
Il re cercò allora di controllare le miniere d'argento nel vicino regno di Tracia e Illiria, sia usandole per corrompere fin dalle prime vittorie, giocandosi uno Stato greco contro gli altri, sia isolando i suoi nemici con tangenti ai potenziali alleati.
Filippo aveva anche un puledro nero molto vivace che nessuno riusciva a domare. L'oracolo di Delfi affermava che chiunque riuscisse a cavalcare questo cavallo avrebbe conquistato il mondo, ma nonostante molti tentativi né Filippo né alcuno dei suoi generali riuscirono montare il cavallo. Suo figlio, Alessandro, che in seguito sarebbe stato chiamato il Grande, riuscì quando si rese conto che il cavallo aveva paura della propria ombra. Filippo diede il cavallo Bucefalo ad Alessandro, con cui avanzò nelle conquiste fino all'Asia.
Nel 353 a.C. scoppiò una terza guerra sacra quando Tebe mise una multa sulla Focide, e Focide, per pagare la guerra, tassò pesantemente il popolo della vicina Delfi prendendo anche il tesoro di Delfi. La lega anfizionica guidata da Filippo dichiarò guerra a Focide. Filippo cercò di unire tutta la Grecia con la Macedonia nella Lega anche per attaccare la Persia.
Nel 339 a.C., Filippo interferì ancora una volta contro l'alleanza anfizionica quando la polis di Crissa si intromise nei terreni sacri di Apollo. Filippo punì Crissa, e di conseguenza nel 338 a.C. sconfisse gli eserciti combinati degli Ateniesi e degli Spartani, diventando così la forza dominante negli affari greci. Alla fine, nella battaglia di Cheronea, ebbe successo contro gli Ateniesi e i Tebani ma fu assassinato prima che potesse guidare l'invasione della Persia.

### 336 a.C. - Alessandro Magno
Alessandro Magno visitò l'oracolo delfico desiderando di ascoltare una profezia sul fatto che avrebbe presto conquistato l'intero mondo antico. Con sua sorpresa l'oracolo rifiutò un commento diretto e gli chiese di venire più tardi. Furioso, Alessandro trascinò la Pizia per i capelli fuori dalla stanza finché lei urlò: "Sei invincibile, figlio mio!". Nel momento in cui udì queste parole la lasciò cadere, dicendo: "Ora ho la mia risposta".

### 300 a.C. circa
Diogene Laerzio ha riportato che quando Zenone di Cizio "consultò l'oracolo, riguardo a ciò che avrebbe dovuto fare per vivere nel modo più eccellente, il Dio gli rispose che doveva diventare della stessa carnagione dei morti, da cui dedusse che avrebbe dovuto applicarsi alla lettura dei libri degli antichi. Quindi, si è unito a Cratete di Tebe... "

## Periodo romano

### 279 a.C. - I celti e i romani
Nel 279 a.C., saccheggiato da un'invasione celtica, l'oracolo dichiarò:
I Celti furono colpiti da terremoti, valanghe e un'enorme tempesta di neve, costringendoli a ritirarsi. Ma i romani erano una questione diversa. Nel 191 a.C., il santuario di Delfi cadde nella sfera d'influenza romana, e l'oracolo generalmente sostenne l'ascesa di Roma da quel momento in poi.

### 83 a.C. - Pompeo
Nell'83 a.C., Delfi fu rasa al suolo da un attacco della tribù tracia dei Maedi che estinse il sacro fuoco che stava bruciando ininterrottamente da secoli. Ai tempi di Pompeo, Cicerone, alleato di Pompeo, consultò l'Oracolo su come avrebbe dovuto trovare la più grande fama e gli fu detto:
Pompeo fu successivamente sconfitto da Giulio Cesare. Cicerone coltivava la sua oratoria e le sue capacità nei tribunali per preservare Roma dalla cospirazione di Catilina, guadagnandosi fama immortale.

### 67 d.C. - Nerone
Nel 67 d.C., all'imperatore Nerone, che aveva appena 30 anni e aveva ucciso sua madre nel 59 d.C., visitando l'Oracolo fu detto:
Nerone era arrabbiato e per questo la pizia venne bruciata viva. Nerone pensava che avrebbe avuto un lungo regno e sarebbe morto a 73 anni. Invece il suo regno arrivò a una breve fine dopo una rivolta di Galba che all'epoca aveva 73 anni.

### Prima del 117 - Adriano
Prima del 117 l'imperatore Adriano visitò Delfi prima di salire al trono. Dopo aver bevuto dalla sorgente Kassotis, fu proclamato il suo destino di Imperatore. Quando sedette sul trono, ordinò di bloccarlo in modo che nessun altro potesse ottenere la stessa idea allo stesso modo.

### 302 - Diocleziano
L'imperatore Diocleziano, consultando l'oracolo su consiglio di Gallerio, disse che la setta dei cristiani avrebbe portato alla distruzione dell'Impero. Ciò portò alle persecuzioni di Diocleziano dove i cristiani furono perseguitati per non aver accettato i sacrifici agli dei romani. Dopo l'editto di tolleranza di Costantino, e specialmente dopo il regno di Teodosio, i cristiani si vendicarono perseguitando la Pizia.

### 362 - Giuliano l’apostata
L'agiografia racconta che nel 362, a nome del suo imperatore Giuliano l'Apostata, Oribasio visitò l'oracolo delfico, a quel tempo in uno stato di desolazione, offrendo i servizi del suo imperatore al tempio e, in cambio, ricevendo una delle ultime profezie della pizia.
Fontenrose dubita dell'autenticità di questo oracolo, caratterizzandolo come un "oracolo cristiano, concepito per dimostrare che l'Apollo delfico aveva previsto la missione di Cristo e la fine degli Oracoli.’’

### 393 - L’ultimo oracolo
L'ultimo oracolo registrato fu nel 393 d.C., per ordine dell'imperatore Teodosio I, il tempio fu chiuso e mai riaperto. L'Oracolo ha dichiarato che tutto è finito. Entro 5 anni l'imperatore sarebbe morto e 15 anni dopo Alarico e i Visigoti saccheggiarono Roma.

### Approfondimento
1. ↑  Un simile intervento di estinzione di una pira funeraria è stato adattato dagli agiografi cristiani come un tradizionale topos letterario nel martirio dei santi.

### Riferimenti
1. ↑   Karoly Kerenyi, Gli dei e gli eroi della Grecia, Il Saggiatore, 2002,  p. 270, ISBN 88-428-1095-9.
2. ↑  Storie A.65, 2-4
3. ↑  Erodoto, with an English translation by A. D. Godley. Cambridge: Harvard University Press, 1920 1
4. ↑  Plutarco, Vita di Licurgo
5. ↑  Senofonte, Lo Stato spartano
6. ↑  Diodoro Siculo VII.12.5, e Plutarco Moralia 239 ff
7. ↑   Was Pythagoras Ever Really in Sparta? | Issue #06 | Rosetta, su rosetta.bham.ac.uk. URL consultato il 20 marzo 2018.
8. ↑  Arthur Stanley Pease, Notes on the Delphic Oracle and Greek Colonization (Classical Philology, vol. 12, no. 1 (gennaio, 1917), pp. 1-20).
9. 1 2 3 4 5 6  Fontenrose, Joseph (1981). The Delphic Oracle, Its Responses and Operations, with a Catalogue of Responses. University of California Press.
10. ↑  Silvio Accame, Scritti minori, vol. III, Ed. di Storia e Letteratura, Roma 1990, p. 1163, nota 27.
11. ↑   Vincenzo Capparelli, La sapienza di Pitagora, Edizioni Mediterranee, 1944, ISBN 9788827205877. URL consultato il 20 maggio 2018.
12. ↑   Christoph Riedweg, Pitagora: vita, dottrina e influenza, Vita e Pensiero, 2007, ISBN 9788834311608. URL consultato il 20 maggio 2018.
13. ↑  "The history of Herodotus — Volume 1 by Herodotus". Project Gutenberg. Retrieved 2008-06-26
14. 1 2  Herodotus, "The History" trans. David Grene, The University of Chicago Press, 1988, I.55
15. ↑  Herodotus, "Histories" (Penguin Classics, Harmondsworth)
16. ↑  Bacchilide Ode 3.23-62
17. 1 2  Livio, Ab Urbe condita libri, 1.46.
18. ↑   Giorgio de Santillana e Hertha von Dechend, Il mulino di Amleto, Adelphi,  p. 42, ISBN 978-88-459-1788-2.
19. ↑  Livio, Periochae ab Urbe condita libri, 1.47.
20. 1 2  Macaulay, G. C. "Section on Delphi and the Pythian oracle from Herodotus Book VII 140-3."
21. ↑  (EN) Friedrich Nietzsche, Nietzsche: The Birth of Tragedy and Other Writings, Cambridge University Press, 22 aprile 1999,  p. p.65 nota 105, ISBN 9780521639873. URL consultato il 22 marzo 2018.
22. ↑  Tucidide, The Peloponnesian War, trans. Rex Warner, Penguin, 1954, 103.
23. 1 2  (EN) Plutarch: On the Pythian Responses, su penelope.uchicago.edu. URL consultato il 23 marzo 2018.
24. ↑  Plut. Vit. Alex. 14.6-7, ed. B. Perrin.
25. ↑   Delphic Oracle - Oracle of Delphic region, su delphic-oracle.info. URL consultato il 23 marzo 2018.
26. ↑   Diogenes Laertius: Life of Zenon (Zeno of Citum), su attalus.org. URL consultato il 23 marzo 2018.
27. ↑  Davies, P.S. "The Origin and Purpose of the Persecution of AD 303." Journal of Theological Studies 40:1 (1989): 66–94.
28. ↑  Elliott, T. G. The Christianity of Constantine the Great. Scranton, PA: University of Scranton Press, 1996. ISBN 0-940866-59-5
29. ↑  Charles Freeman (26 January 2010). A.D. 381: Heretics, Pagans, and the Christian State. Penguin. ISBN 978-1-59020-522-8. Retrieved 1 April 2013.